# Шишкино (деревня, городской округ Домодедово)
Шишкино — деревня в городском округе Домодедово Московской области.

## География
Находится в южной части Московской области на расстоянии приблизительно 19 км на юг по прямой от железнодорожной станции Домодедово.

## История
Известна с 1646 года, когда здесь было отмечено 4 двора и 7 мужчин.

## Население
Постоянное население составляло 45 человек в 2002 году (русские 98 %), 63 в 2010.